# Müritz
Müritz je jezero na reki Elde v zvezni deželi Mecklenburg - Predpomorjanska na severovzhodu Nemčije. S površino 112,6 km² je za Bodenskim jezerom drugo največje nemško jezero in največje jezero, ki v celoti leži na ozemlju Nemčije.
Jezerska kotanja in obala sta razčlenjeni, z večjimi zalivi in kotanjami. Na vzhodnem delu je plitvo, na zahodu pa dno prepredajo žlebaste kotanje. Največjo globino, 31 m, dosega v zalivu Binnenmüritz na skrajnem severu, čigar vode se skoraj ne mešajo s preostankom jezera. Na jugu je podoben zaliv Kleine Müritz. Zaradi plitkosti glavni del pozimi pogosto zamrzne. V sredini 20. stoletja je bilo onesnaženo s hranili, kar je zaradi uspevanja planktona povzročilo motnost in anoksične pogoje v najglobljih kotanjah. Zdaj se zaradi izboljšanega ravnanja z odplakami stanje izboljšuje, še zmeraj pa je jezero klasificirano kot mezotrofno.
Predstavlja del Mecklenburške jezerske plošče, ki je nastala ob umiku ledenikov po koncu zadnje ledene dobe. V ledeniških nanosih je nastalo velikansko morensko jezero, ki se je ob nižanju vodostaja razdelilo v stotine manjših, zdaj posejanih po širšem območju. Müritz je največji ostanek tega prajezera. Njegovo ime izvira iz staroslovanske pomanjševalnice moricĭ – »majhno morje«.

## Flora in favna
Plitve vzhodne bregove porašča tudi do 100 m širok sestoj trstičja, prisotni pa so tudi podvodni makrofiti do globine nekaj metrov, med njimi denimo parožnica Chara aspera, ki uspeva v vodi, revni s hranili. Sestava planktona je spremenljiva. Izstopa pestrost bentoških živali, med njimi najdemo ličinke mladoletnic in nekaj regionalno ogroženih vrst sladkovodnih školjk.
Do 1970. let so v Müritzu gojili ozimico vrste Coregonus albula, odtlej pa vlagajo smuče. Za ribolov so pomembnjše še jegulje, ploščiči in ščuke.

## Raba
Območje jezera je redko poseljeno, največji naselji sta Waren an der Müritz in Röbel. V preteklosti je bilo pomembno kot plovna pot in v 1930. letih je bil zgrajen prekop Elde-Havel, ki je povezal Hamburg z Berlinom, a zdaj nima pomena za transport. Jezero ostaja natančno regulirano, kot zaloga vode za vzdrževanje kanalov, namakanje in ribje farme. Poleg kmetijstva je zdaj glavna gospodarska dejavnost turizem. Slednji se razvija že od sredine 19. stoletja, ko je kraj Waren postal znan kot klimatsko letovišče.
Del vzhodne obale spada pod narodni park Müritz, ustanovljen leta 1990, ki obsega 32.000 hektarjev mokrišč in pragozdov vzhodno proti meji z Brandenburgom.